# Tamanqueiro
O tamanqueiro, tapiá ou amor seco (Alchornea glandulosa) é uma espécie de árvore da família das euforbiáceas, nativa da América do Sul, presente, por exemplo, na porção sul do Brasil desde Minas Gerais até o Rio Grande do Sul.
Esta árvore retorcida cresce preferencialmente em mata ciliar, onde uma espécie pioneira tem crescimento comum até uma altura de 10 a 20 metros. É essencialmente perenifólia, embora nos meses de verão haja uma mudança mais acentuada de folhas e os ramos fiquem desnudados até certo ponto.
O fruto tem cerca de 8,7 mm de comprimento por 5,9 mm de largura em média, e contém uma semente redonda medindo cerca de 4,45 mm de diâmetro (raramente uma segunda semente se desenvolve). Ele sobressai de um aril na ponta da fruta, quando madura, o tegumento fica vermelho e as frutas se assemelham um pouco a um teixo com uma semente maior e mais proeminente. As frutas amadurecem nos meses de verão, aproximadamente entre setembro/outubro e dezembro/janeiro no sul do Brasil, e como as árvores carregam menos as folhas  naquela época do que o contrário, os frutos vermelhos brilhantes são facilmente identificáveis.
A espécie tem duas sub-espécies:
- Alchornea glandulosa subsp. glandulosa
- Alchornea glandulosa subsp. iricurana (Casar.) Secco

## Ocorrência
Américas Central e do Sul.